# Clostridials
Els clostridia són una classe dels firmicutes que inclou els clostridis entre d'altres. Es caracteritzen pel fet que són bacils anaeròbics.
No són un grup monofilètic i les seves relacions no són totalment certes. Actualment la majoria de Clostridia s'inclouen en un ordre anomenat clostridiales.
Alguns dels enzims que produeixen són utilitzats com a bioremeis.